# Lepidosaphes beckii
Lepidosaphes beckii (Newman, 1869) è un insetto omottero parassita, appartenente alla famiglia dei Diaspididae, che attacca principalmente gli alberi di agrumi, come l'arancio dolce (Citrus sinensis). Questi piccoli insetti si attaccano alle foglie, ai frutti e ai piccoli rami della pianta, causando lacerazioni e succhiando la linfa dell'albero.
Il nome specifico beckii fu dato in onore dello storico Richard Beck.